# 仙巖園站
仙巖園站（日语：／ Sengan-en eki */?）是位於鹿兒島縣鹿兒島市吉野町，屬九州旅客鐵道（JR九州）日豐本線的車站。也是繼神村學園前站後，鹿兒島縣時隔15年再有新的鐵路車站落成啟用。而本站於2025年3月15日隨著列出時刻表改點啟用。
此站以位於旁邊的世界文化遺產及「國之名勝」景點仙巖園而命名，亦作為鹿兒島市為促進觀光旅遊而向JR九州提出的請願站，最初定名為「磯新站」，以反映車站所在的大字「磯」，2023年透過公眾募名方式後，再選出「仙巖園」為最終定名。也預計將於2025年3月時隨時間表改正時開業。2024年12月13日，隨JR九州公佈來春時間表改正，亦宣佈車站將於2025年3月15日正式開業。
開業後，提供每日下行26班、上行31班，共57個班次。

## 車站結構
車站入口位於仙巖園對出的原來過路設施、靠向路軌旁的三角安全島上，採用簡易車站模式興建，當興建車站時，亦有多方面的考量：首先，須避免周邊影響欣賞遠處櫻島的景色；也要符合作為世界文物遺產、須儘量避免破壞整體景觀的大方向；而且車站用地其實也座落於國文化財產的範圍內，興建前須先進行文化財調查，結果發掘出有古建築群的地基，為此，該部份須先作出妥善的保護後才能繼續工程。因此，車站和月台也儘量減省不必要的建築，月台邊沿採用網狀式的欄杆，月台上蓋也只限設於出入口及附近的位置。本站備有梯級和無障礙斜道以供上落。

### 月台
月台採用1個側式月台，長約85米，有效長度為4輛。其中出入口及附近設有約20米的月台上蓋。出入口設有一部出、入站共構的IC卡感應器，月台上亦設有一部簡易式近距離售票機，以及遙距與隼人站職員聯絡的通話設施（隼人站為管理站）。
列車靠站時，往鹿兒島方向為右側上落；往國分方向為左側上落。
| 路線      | 上下行 | 方向                                |
| --------- | ------ | ----------------------------------- |
| ■日豐本線 | 上行   | 隼人、國分、都城、宮崎方向          |
| ■日豐本線 | 下行   | 鹿兒島中央、經■鹿兒島本線往川內方向 |

## 車站周邊發展
除了為仙巖園提供更便利的交通外，鹿兒島市政府亦希望車站能為周邊地區帶來經濟效益，尤其是車站旁邊為「磯海灘」，為此，鹿兒島市正為該海灘進行改善工程，其中，本身屬市管理的建築物的「磯海灘屋」，現時正處於裝修階段，地下將改為咖啡室，已於車站開業時同步開業，二樓則改成為簡易旅館，將於稍後開業。旅館可遠眺櫻島，並逐漸將海灘由只在七、八月開放，改成為全年供公眾開放使用；另一方面，因着鄰近國道10號，是通往鹿兒島市和近郊的主要幹道，交通相對較為繁忙，市政府希望車站的開通可以有助舒緩路面情況，並讓更多人使用公共交通而減少車輛數目。初步預計每日的客量約為2至3百人次。
另外，因應與櫻島距離甚近，3月14日起也開設了一日一往復的團體渡輪航班，由磯海灘來往櫻島碼頭。

## 相鄰車站
九州旅客鐵道
■日豐本線
■特急「霧島」
通過
■普通
重富 － ※龍水 － 仙巖園 － 鹿兒島
（※）一部分普通列車不停靠龍水站。

## 外部連結
- JR九州仙巖園站
- JR「磯新駅」設置計劃 （页面存档备份，存于）
- 新駅「仙巌園駅」期待高まる　開業まで約１カ月　国道１０号渋滞解消の対策も　鹿児島市，富士電視台2025年2月13日專題報導。